# パンプ・イット・アップ
「パンプ・イット・アップ」(Pump It Up) は、エルヴィス・コステロの1978年の楽曲。コステロの2枚目のアルバムで、ジ・アトラクションズをバックに録音した最初の作品である『ディス・イヤーズ・モデル』に収録された。

## 歌詞
オールミュージックの批評家スティーヴン・トマス・アールワインは「パンプ・イット・アップ」について「性的威嚇があからさまで過小評価されている (underscored with sexual menace)」と述べている。コステロは、しばしば作品にダブル・ミーニングとなる表現を盛り込むが、「パンプ・イット・アップ」はその好例であり、「パンプ・イット・アップ」という言い回しが、音楽の音量を上げろ、という意味と、マスターベーションをさす表現の両方として用いられている。内容は、「悪い娘 (a bad girl)」、「麻薬みたいな (like a narcotic)」と歌詞に表現されたファム・ファタールに翻弄される語り手の性的欲求不満についての語りである。
「パンプ・イット・アップ」は、スティッフ・レコードによる過酷なライブ・ツアー「The Stiffs Tours」への応答として書かれた作品である。

## 影響
コステロは、2015年の自伝『Unfaithful Music and Disappearing Ink』の中で、この曲を書くにあたってボブ・ディランから着想を得たことに言及している。
「パンプ・イット・アップ」は、明らかに、少なからず「サブタレニアン・ホームシック・ブルース」を踏まえている。ずっと後になってから、ある夜、ボブ・ディランに言われた。「U2! あいつらは君にどうしてあんなことができたんだろう? どうして君の歌をあんなにできたんだ?」彼が何のことを言っているのか、すぐに理解したが、次の瞬間には、彼が僕をからかっていたことにも気づいた。何れにせよ、きっとU2の「ゲット・オン・ユア・ブーツ (Get On Your Boots)」にとっての「パンプ・イット・アップ」は、「サブタレニアン・ホームシック・ブルース」にとってのチャック・ベリーの「トゥー・マッチ・モンキー・ビジネス (Too Much Monkey Business)」なんだ。

## ビデオ
この曲のビデオは、コステロのバンドが、家具などが何も置かれていない、明るい、真っ白なセットの中で演奏している姿を写したものだが、単純な画面の4分割などの効果なども用いられている。このビデオはポール＿フラタリー (Paul Flattery) が監督し、ジョン・ローズマン・プロダクションズ (Jon Roseman Productions) が制作した。コステロの脚は、関節が外れたかのような、奇妙でバラバラの動きをする。
別の曲「チェルシー ((I Don't Want to Go to) Chelsea)」のビデオも、同じ日にロンドンで撮影され、登場するミュージシャン達は全員が同じ服装をしているが、ドラマーのピート・トーマスは、「パンプ・イット・アップ」の方では灰色のジャケットを着ている。ベースのブルース・トーマスは、撮影の数週間前に瓶の破片で右手を怪我して8針も縫っていた。彼の包帯はいずれのビデオでもはっきりと見て取れる。

## カバー・バージョン
この曲は、カオスUK、ザ・ホットラッツ、エクソダス、キル・フォー・スリルズ、マッドハニー、トリクスター、バックチェリー、Elastic No-No Band、Automatic、Danko Jones、Maldroid、ステイタス・クォー、the Dead Ducks、ワイルドハーツ、Kurt Baker 、Starpool、Those Darn Accordions、Hurtsmile など、様々なアーティスト達にカバーされている。

## 大衆文化の中で
この曲のギターのリフは、Rogue Tradersの2005年のシングル「Voodoo Child」にサンプリングされている。ビースティ・ボーイズは「パンプ・イット・アップ」をサンプリングして、アルバム『Paul's Boutique』の収録曲「Egg Man」に使った。コステロ自身は、後にビースティ・ボーイズをバックに従えて1999年に『サタデー・ナイト・ライブ』に出演し、「レイディオ、レイディオ (Radio Radio)」を演奏した。
テレビ番組でこの曲が使われることもよくあり、『Go On』、『マルコム in the Middle』、『3rd Rock from the Sun』や、クイズ番組『Never Mind the Buzzcocks』の「the Indecipherable Lyrics」のコーナーで使用されている。映画でこの曲を用いている例には、『PCU』や『200本のたばこ』がある。映画『シャーク・テイル』や『アイ・スパイ』の予告編にも、この曲が用いられている。
この曲は、音楽ビデオゲーム『Rock Band 2』で演奏することができる。